# Davide Perona
Davide Perona (Verzuolo, 4 giugno 1968) è un ex ciclista su strada italiano.
Professionista dal 1991 al 1996, partecipò a sei edizioni dei Grandi Giri.

## Carriera
Non ottenne vittorie da professionista: tra i principali piazzamenti spiccano un terzo posto di tappa al Grand Prix du Midi Libre 1995, il quarto posto alla Tre Valli Varesine 1995 e i quinti posti al Giro dell'Appennino 1994 e nella tredicesima tappa del Tour de France 1995. Partecipò a tre edizioni del Giro d'Italia e tre del Tour de France.

## Palmarès
- 1988 (Dilettanti)

Gran Premio Industrie del Marmo
Gran Premio Artigiani Sediai e Mobilieri
- 1990 (Dilettanti)

1ª tappa Giro della Valle d'Aosta (Saint-Vincent > Antey-Saint-André)
Gran Premio Colli Rovescalesi
Coppa Città di San Daniele

## Piazzamenti

### Grandi Giri
- Giro d'Italia

1991: 112º
1992: 50º
1996: 67º
- Tour de France

1994: 46º
1995: 81º
1996: 50º

### Classiche monumento
- Milano-Sanremo

1992: 191º
1993: 97º
1994: 67º
- Liegi-Bastogne-Liegi

1993: 82º
1994: 35º
- Giro di Lombardia

1991: 66º